# Umbraculum umbraculum
Umbraculum umbraculum is een slakkensoort uit de familie van de Umbraculidae. De wetenschappelijke naam van de soort is voor het eerst geldig gepubliceerd in 1786 door Lightfoot.